# Rado
Rado fue un noble de Austrasia, que se sumó a las filas de Clotario II en 613 y que obtuvo el cargo de mayordomo de palacio de Austrasia.

## Origen e intervención política
Rado provenía de una poderosa familia franca de Austrasia, donde esta poseía tierras. Se unió en 610 a Arnulfo de Metz, futuro obispo de Metz y luego san Arnulfo, en su oposición a la reina Brunegilda, que deseaba restablecer el impuesto a la tierra, lo que desató la cólera de las grandes familias.
El rey Teoderico II pereció de disentería en el 613 y Brunegilda se aprestó a asumir la regencia. Rado volvió a sumarse a la oposición, con Pipino de Landen y Arnulfo de Metz. Los aristócratas decidieron entregar la corona a Clotario II, rey de Neustria, que así quedaría como monarca de los francos, reuniendo el reino. Los leudes de Austrasia rehusaron reconocer la autoridad del candidato al trono de Brunegilda, el joven Sigeberto II.

## Mayordomo de palacio
Clotario II fue reconocido monarca de los francos en el 613, acto que marcó el final de la guerra civil. Le entregaron a Brunegilda, que fue condenada a muerte ese mismo año.
Rado fue de los nobles que negociaron con el rey: el edicto del 614 mantuvo un mayordomazgo en Austrasia, que quedó como reino independiente, si bien Clotario II era rey de Neustria, Austrasia y Borgoña. Rado obtuvo esa mayordomía por haber sido de los primeros que tomaron partido por Clotario, pero también porque era de edad provecta y gozaba de menor influencia que otros como Pipino de Landen, a quien la nobleza había propuesto para ocupar el puesto.
Falleció en torno al 620 sin haber hecho sombra al rey. Le sucedió en el cargo primero Hugues y luego Pipino en 623, por insistencia de los aristócratas.